# Clevosaurus
Clevosaurus (nombre que significa "lagarto de Gloucester") es un género extinto de reptil esfenodonto que vivió en los períodos Triásico y Jurásico en lugares como Nueva Escocia, Gran Bretaña, (C. bairdi) y Yunnan (C. mcgilli). Clevosaurus era notablemente similar a las tuataras modernas en casi todos los aspectos; los dos géneros solo difieren en ciertos aspectos de la anatomía del cráneo y de los dientes, así como en el tamaño. Clevosaurus era más pequeño que la tuatara moderna. Clevosaurus posiblemente consumía plantas e insectos, como se infiere de la forma de los dientes. Los primeros fósiles de Clevosaurus, así como de otros esfenodontos, mamíferos primitivos y dinosaurios han sido hallados en los antiguos sistemas de cavernas de Gran Bretaña. Sin embargo, Clevosaurus parece haber tenido una amplia distribución por el antiguo continente de Pangea. Por ejemplo, algunos fósiles procedentes de Suramérica (en el Geoparque de Paleorrota en Brasil) hallados en 2006 representan una nueva especie de Clevosaurus (C. brasiliensis).

Cráneos de Clevosaurus hudsoni y cambrica, demostrando la diversidad craneal entre especies

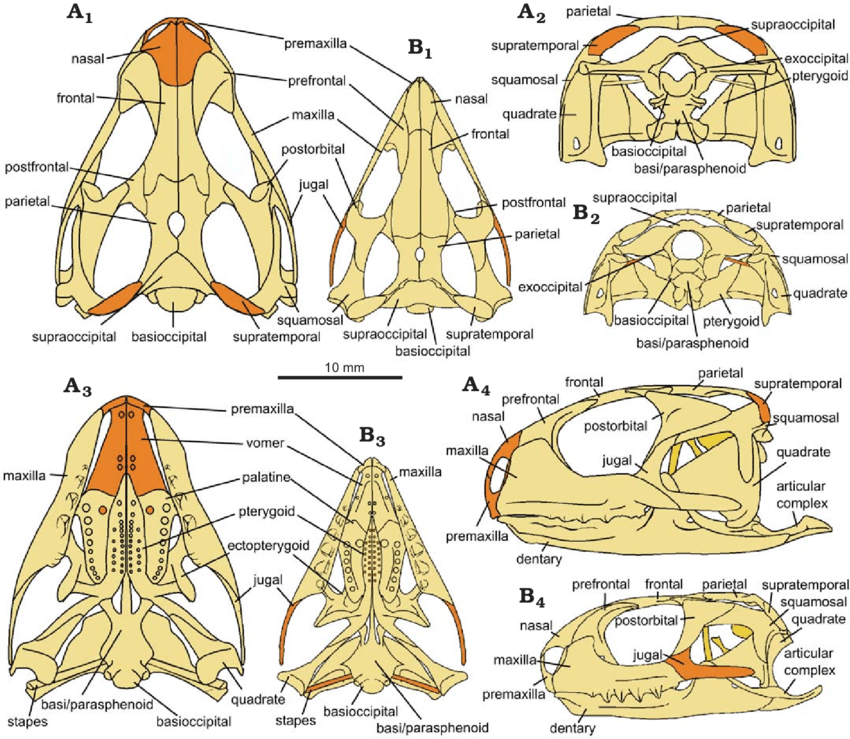
Reconstrucciones de los cráneos de C. hudsoni (A) y C. cambrica (B), con las áreas reconstruidas en naranja.

## Historia de Descubrimiento
La primera especie de Clevosaurus en ser descrita fue C. hudsoni, por  William Elgin Swinton en 1939, encontrada en un depósito de relleno de fisuras en la cantera Cromhall, en el condado de Gloucestershire (Inglanterra), prestando el nombre del condado al género.

## Descripción
Los dientes de las especies de Clevosaurus eran alargados y encajaban con el par opuesto de manera precisa, deejando facetas de desgaste conspicuas y actuando como autoafilador de la superficie afilada.

## Paleobiología
Especies de Clevosaurus probablemente fueron insectívoros. Modelos biomecánicos sugieren que tenían suficiente presión de dientes y suficientemente altas fuerzas de mandíbulas para romper quitina, indicando que tenían la habilidad de alimentarse a base de escarabajos duros o vertebrados pequeños.

## Listado de Especies
- †Clevosaurus bairdi Sues et al. 1994 Formación McCoy Brook, Canadá, Hettangiense
- †Clevosaurus brasiliensis Bonaparte y Sues 2006[5] Formación Caturrita, Brasil, Noriense
- †Clevosaurus cambrica Keeble et al. 2018 relleno de fisura en la cantera Pant-y-ffynnon, Gales, Rhaetiense
- †Clevosaurus convallis Saila 2005 relleno de fisura en la Isla de San Bride, Gales, Hettangiense
- †Clevosaurus hadroprodon Hsiou et al. 2019 Formación Santa María , Brasil, Carniense
- †Clevosaurus hudsoni Swinton 1939 relleno de fisura en la cantera Cromhall, Inglaterra, Rhaetiense
- †Clevosaurus minor Fraser 1988  relleno de fisura en la cantera Cromhall, Inglaterra, Rhaetiense
- †Clevosaurus sectumsemper Klein et al. 2015[6] relleno de fisura en la cantera Woodleaze, Inglaterra, Rhaetiense

Las tres especies conocidas del Sinemuriense en la Formación Lufeng de China (C. mcgilli, C.wangi y C. petilus) se consideran indeterminadas en el género. Otros restos indeterminados se conocen del Grupo Stormberg (o la Formación Elliot o la Clarens) de Sudáfrica, datados al Hettangiense.

## Cladograma de Especies
Un cladograma aproximado de las relaciones filogenéticas de las especies del género Clevosaurus.
|  | Clevosaurus bairdi |
|  | |
|  | Clevosaurus mcgilli                                                                                                   |
|  | |
|  | \| \| Clevosaurus wangi \| \| \| \| \| \| Clevosaurus brasiliensis \| \| \| \| \| \| Clevosaurus cambrica \| \| \| \| |
|  | |
|  | Clevosaurus wangi |
|  | |
|  | Clevosaurus brasiliensis                                                                                              |
|  | |
|  | Clevosaurus cambrica                                                                                                  |
|  | |

|  | Clevosaurus wangi        |
|  |                          |
|  | Clevosaurus brasiliensis |
|  |                          |
|  | Clevosaurus cambrica     |
|  |                          |

|  | Clevosaurus bairdi |
|  | |
|  | Clevosaurus mcgilli                                                                                                   |
|  | |
|  | \| \| Clevosaurus wangi \| \| \| \| \| \| Clevosaurus brasiliensis \| \| \| \| \| \| Clevosaurus cambrica \| \| \| \| |
|  | |
|  | Clevosaurus wangi |
|  | |
|  | Clevosaurus brasiliensis                                                                                              |
|  | |
|  | Clevosaurus cambrica                                                                                                  |
|  | |

|  | Clevosaurus wangi        |
|  |                          |
|  | Clevosaurus brasiliensis |
|  |                          |
|  | Clevosaurus cambrica     |
|  |                          |

|  | Clevosaurus bairdi |
|  | |
|  | Clevosaurus mcgilli                                                                                                   |
|  | |
|  | \| \| Clevosaurus wangi \| \| \| \| \| \| Clevosaurus brasiliensis \| \| \| \| \| \| Clevosaurus cambrica \| \| \| \| |
|  | |
|  | Clevosaurus wangi |
|  | |
|  | Clevosaurus brasiliensis                                                                                              |
|  | |
|  | Clevosaurus cambrica                                                                                                  |
|  | |

|  | Clevosaurus wangi        |
|  |                          |
|  | Clevosaurus brasiliensis |
|  |                          |
|  | Clevosaurus cambrica     |
|  |                          |

|  | Clevosaurus bairdi |
|  | |
|  | Clevosaurus mcgilli                                                                                                   |
|  | |
|  | \| \| Clevosaurus wangi \| \| \| \| \| \| Clevosaurus brasiliensis \| \| \| \| \| \| Clevosaurus cambrica \| \| \| \| |
|  | |
|  | Clevosaurus wangi |
|  | |
|  | Clevosaurus brasiliensis                                                                                              |
|  | |
|  | Clevosaurus cambrica                                                                                                  |
|  | |

|  | Clevosaurus wangi        |
|  |                          |
|  | Clevosaurus brasiliensis |
|  |                          |
|  | Clevosaurus cambrica     |
|  |                          |

"Clevosaurus" latidens fue recuperado fuera de Clevosauridae, como taxón hermano de Opisthodontia  de ahí que se le asignase al nuevo género Fraserosphenodon, en 2018.